# Komisja penitencjarna
Komisja penitencjarna – powoływana jest w każdym zakładzie karnym przez dyrektora zakładu. W skład komisji wchodzą funkcjonariusze i pracownicy tego zakładu. W pracach komisji mogą uczestniczyć również inne osoby np. przedstawiciele stowarzyszeń, fundacji, organizacji i instytucji, kościołów i innych związków wyznaniowych (art. 75 kkw).
Komisja dokonuje klasyfikacji skazanych, gdy nie uczynił tego sąd w wyroku. 

## Zakres działania komisji penitencjarnej
- podejmowanie decyzji o skierowaniu skazanego do właściwego zakładu karnego
- kierowanie skazanego do określonego systemu odbywania kary
- ustalanie indywidualnych programów oddziaływania na skazanego
- dokonywanie okresowych ocen postępów skazanego w resocjalizacji
- wykonywanie innych zadań przewidzianych w ustawie

Podstawa – art. 76 § 1 kkw.